# Rezerwat przyrody Pustelnik
Rezerwat przyrody Pustelnik – leśny rezerwat przyrody w gminie Kazimierz Biskupi, powiat koniński, województwo wielkopolskie. Jest najmłodszym z obiektów chronionych w Puszczy Bieniszewskiej.
Data utworzenia: 1997
Powierzchnia: 94,42 ha (początkowo zajmował 100,25 ha)
Obszar rezerwatu podlega ochronie ścisłej.
Rezerwat Pustelnik nie posiada otuliny, funkcję tę spełniają graniczące z nim rezerwaty: od wschodu Sokółki i Mielno, od zachodu – Bieniszew.
Cel ochrony: utrzymanie i zabezpieczenie naturalnych procesów przyrodniczych w ekosystemach leśnych i nieleśnych oraz częściowe wspomaganie procesów regeneracyjnych w zbiorowiskach leśnych zniekształconych dawną gospodarką leśną.
Podstawowym przedmiotem ochrony jest zbliżony do naturalnego fragment lasów łęgowych i grądowych. Występują tu fitocenozy rzadkiego w Wielkopolsce łęgu jarzmiankowo-jesionowego, grądu środkowoeuropejskiego oraz zbiorowiska z brzozą omszoną.
Łęg jarzmiankowo-jesionowy jest bogatą w gatunki fitocenozą, wykazującą przywiązanie do źródliskowych obszarów wododziałowych na terenach pojezierzy. Warstwę drzew tworzą: jesion z domieszką jaworu, brzoza brodawkowata, grab, dąb bezszypułkowy z domieszką sosny zwyczajnej. Na warstwę krzewów składają się: leszczyna, dereń, lipa drobnolistna, grab, świerk, jarząb, kruszyna pospolita. Runo jest bardzo bogate, spotkać tu można: 
- jarzmianka większa (Astrantia maior)
- szczyr trwały (Mercurialis perennis)
- wawrzynek wilczełyko (Daphne mezereum)
- dzwonek pokrzywolistny (Campanula trachelium)
- miodunka ćma (Pulmonaria obscura)
- jaskier kosmaty (Ranunculus lanuginosus)
- kokoryczka wielokwiatowa (Polygonatum multiflorum)
- kopytnik pospolity (Asarum europaeum)
- gajowiec żółty (Lamiastrum galeobdolon)
- marzanka wonna (Galium odoratum)
- perłówka zwisła (Melica nutans)
- przylaszczka pospolita (Hepatica nobilis)
- lilia złotogłów (Lilium martagon)
- kalina koralowa (Viburnum opulus)
- kruszyna pospolita (Frangula alnus)
- konwalia majowa (Convallaria majalis)
- grążel żółty (Nuphar luteum)
- grzybienie białe (Nymphaea alba)
- porzeczka czarna (Ribes nigrum)
- bluszcz pospolity (Hedera helix)

Tak bogate pod względem florystycznym lasy, będące siedliskiem wielu interesujących i prawnie chronionych gatunków są coraz rzadziej spotykane.
Rezerwat przyrody Pustelnik obejmuje różne elementy krajobrazu, przyrody i kultury. Stanowi mozaikę lasów, śródleśnych jezior i polan. Na jego obszarze znajduje się wzgórze, na którym w 1663 roku powstała pustelnia kamedułów.